# Greenville (Ohio)
Greenville és una població dels Estats Units a l'estat d'Ohio. Segons el cens del 2000 tenia 13.294 habitants.

## Demografia
Segons el cens del 2000, Greenville tenia 13.294 habitants, 5.649 habitatges, i 3.462 famílies. La densitat de població era de 851,2 habitants/km².
Dels 5.649 habitatges en un 0% hi vivien nens de menys de 18 anys, en un 46,5% hi vivien parelles casades, en un 11% dones solteres, i en un 38,7% no eren unitats familiars. En el 34,4% dels habitatges hi vivien persones soles el 16,9% de les quals corresponia a persones de 65 anys o més que vivien soles. El nombre mitjà de persones vivint en cada habitatge era de 2,23 i el nombre mitjà de persones que vivien en cada família era de 2,85.
Per edats la població es repartia de la següent manera: un 22,7% tenia menys de 18 anys, un 8,3% entre 18 i 24, un 25,4% entre 25 i 44, un 20,9% de 45 a 60 i un 22,7% 65 anys o més.
L'edat mediana era de 40 anys. Per cada 100 dones de 18 o més anys hi havia 78,6 homes.
Cap de les famílies estaven per davall del llindar de pobresa.

## Poblacions més properes
El següent diagrama mostra les poblacions més properes.